# 金東文
金 東文（キム・ドンムン、英語: Kim Dong-moon、朝鮮語: 김동문、1975年9月22日 - ）は、大韓民国の男子バドミントン選手。オリンピックを2度優勝している。2009年に世界バドミントン連盟によって殿堂入りを果たした。

## 経歴
男子ダブルスでは主に河泰権とペアを組み、混合ダブルスでは主に吉永雅や羅景民とペアを組み活躍。
オリンピック金メダル2枚、銅メダル1枚を獲得。世界選手権では3度優勝している。また、アジア競技大会で3回優勝、アジア選手権では6回優勝を果たしている。
2009年にBWF殿堂入りを果たす。